# John Millington Synge
Edmund John Millington Synge (Rathfarnham, Dublin, 6. travnja 1871. – Dublin, 24. ožujka 1909.) - irski dramatičar, pjesnik, prozaik te sakupljač irskog narodnog blaga. 
Poznat je i kao osnivač kazališta Abbey, gdje je prvi put izvedena njegova drama "Heroj zapadnog svijeta".
Opus mu je često bio predmetom napada od irskih nacionalista, koji su držali, da svojim prikazom ruralne svakodnevnice blati irski narod kao primitivne barbare.

## Izabrana djela
- U sjeni Glena, 1903.
- Aranski otoci, 1907.
- Heroj zapadnog svijeta, 1907.
- Pjesme i prijevodi, 1909.
- Izabrana djela, 1962. – 1968.